# Ochthebius morettii
Ochthebius morettii är en skalbaggsart som beskrevs av Pirisinu 1974. Ochthebius morettii ingår i släktet Ochthebius och familjen vattenbrynsbaggar. Inga underarter finns listade i Catalogue of Life.